# Janne Gustafsson
Johan August „Janne“ Gustafsson (* 2. Mai 1883 in Dalarna; † 24. September 1942 ebenda) war ein schwedischer Sportschütze.

## Erfolge
Janne Gustafsson nahm an den Olympischen Spielen 1908 in London teil. Mit dem Freien Gewehr belegte er im Dreistellungskampf im Einzel den fünften Platz, während er mit der Mannschaft die Silbermedaille hinter Norwegen und vor Frankreich gewann. Mit 739 Punkten war er dabei der schwächste Schütze der Mannschaft, zu der neben Gustafsson noch Per-Olof Arvidsson, Claës Rundberg, Gustaf Adolf Jonsson, Axel Jansson und Gustav-Adolf Sjöberg gehörten. Im Mannschaftswettbewerb mit dem Armeegewehr über sechs Distanzen erreichte er den fünften Rang.